# Monte Cavajone
Il monte Cavajone (1.293 m s.l.m.) è una montagna delle Alpi Biellesi.

## Descrizione

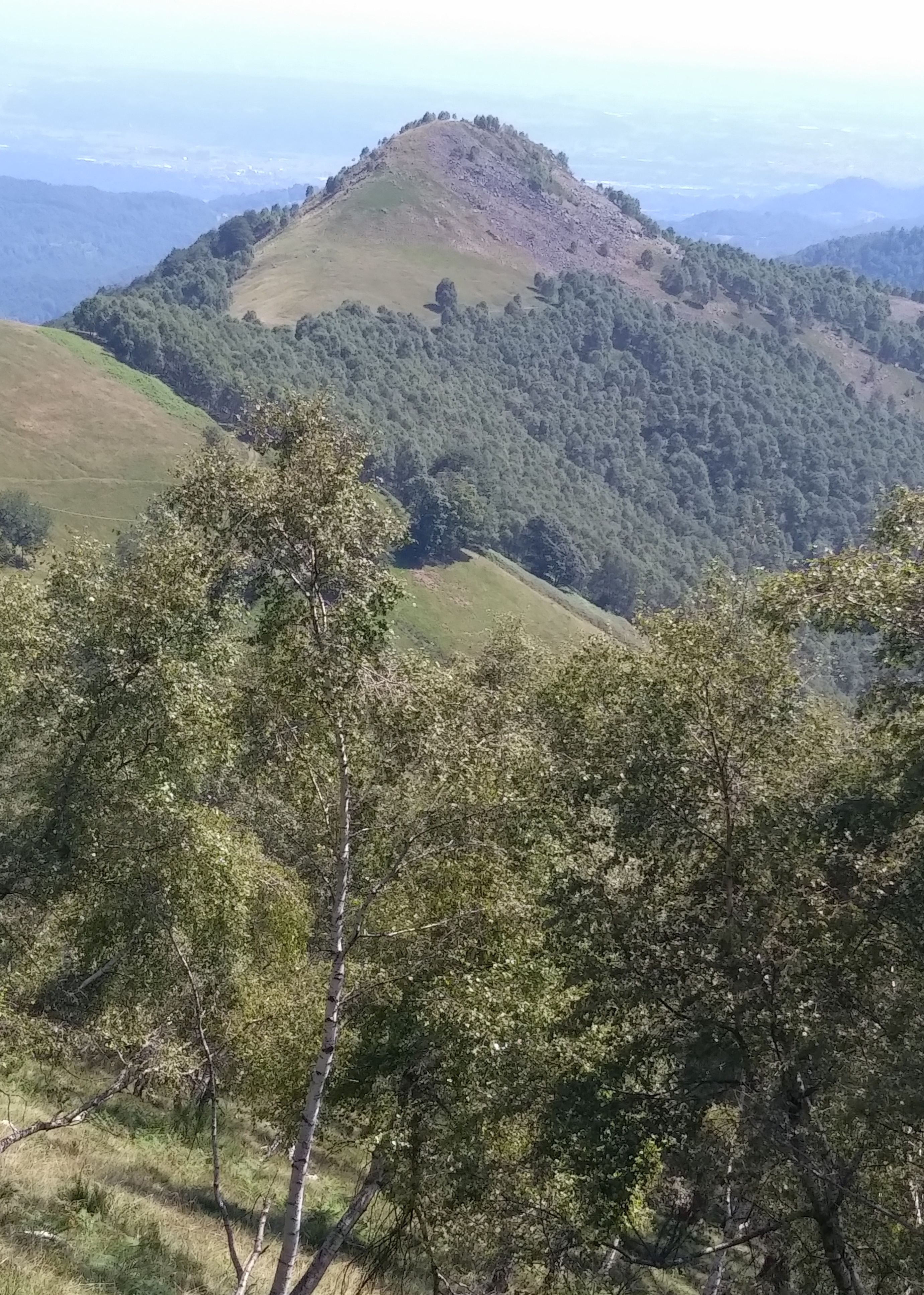
Vista da nord

La montagna si trova in provincia di Biella (BI) lungo lo spartiacque tra il solco principale della Valle Strona e un suo vallone laterale, quello del Rio Berguso, non lontano dal Bocchetto di Sessera. Nei pressi della montagna in passato erano presenti alcune luere, ovvero trappole contro i lupi. La prominenza topografica del monte è di 46 metri.

## Escursionismo
Si può salire sul Monte Cavajone per tracce di passaggio non segnate che si staccano dal sentiero di collegamento tra il Santuario del Mazzucco e il Bocchetto di Sessera. D'inverno si può salire con le ciaspole.